# Llac Langano
El Llac Langano es troba a la regió d'Oròmia d'Etiòpia, a 225 km al sud de la capital, Addis Abeba, i a 40 km al sud de Ziway.

## Geografia
Es troba a la Gran Vall del Rift, a l'est del llac Abijatta, en la frontera entre les zones d'Arsi i Misraq Shewa.
El llac s'estén uns 18 km; té 16 km d'amplària, i una superfície de 230 km², amb profunditats de fins a 46 m.
És un lloc de vacances per als ciutadans rics de la capital: hi ha presència de cocodrils rars a la riba oest i és un llac molt net, perquè és l'únic llac d'Etiòpia no contaminat per l'esquistosomosi.
El llac acull també fauna salvatge com ara hipopòtams, micos, papions, facoquers i un gran nombre d'aus.
S'hi han observat aquestes espècies de peixos: Barbus paludinosus, Clarias gariepinus, Garra dembecha, Labeobarbus intermedius, i Oreochromis niloticus.
El llac podria estar amenaçat per un bombament excessiu i no controlat de l'aigua.